# Athripsodes trivittatus
Athripsodes trivittatus är en nattsländeart som först beskrevs av Georg Ulmer 1905.  Athripsodes trivittatus ingår i släktet Athripsodes och familjen långhornssländor. Inga underarter finns listade i Catalogue of Life.